# Club Esportiu Alcoià
El Club Esportiu Alcoià SAD (oficialment Club Deportivo Alcoyano SAD) és un club de futbol valencià de la població d'Alcoi, fundat per fusió del Ràcing i el Llevant, dos clubs de la ciutat d'Alcoi que decidiren unir els seus destins l'any 1928.
Juga els seus partits al Camp Municipal del Collao, inaugurat el 1921 i amb capacitat per a 4.500 espectadors. És un dels clubs històrics valencians, ja que posseeix una trajectòria de 4 temporades en Primera Divisió i 12 en Segona Divisió. El 4 de setembre de 2014, el club aconsegueix acabar el procés de transformació en "Societat Anònima Esportiva". Actualment juga a la Primera Divisió RFEF.
En 2014 es creà el Club Deportiu Alcoyano Femení, que juga en la 2ª regional, fins a l'actualitat seguix jugant i entrenant a les instal·lacions municipals dels Camps del Serpis, Poliesportiu Francisco Laporta en Alcoi.

## Història

### Fundació del club i primers anys
Als anys 20, la societat esportiva referent era la Sociedad Boxing Club Deportivo Alcoyano. El 1927 la seua secció de futbol havia aconseguit un gran nombre de partits contra clubs importants. El 13 de setembre de 1928, a casa de Camilo Jordá Carbonell, periodista alcoià, es van reunir els representants dels clubs de la lliga local i van decidir fundar el Club Deportivo Alcoyano.

### Canvi de federació i l'arribada de la guerra civil
El nou club no es va inscriure en la Federació Espanyola de Futbol fins a l'any 1933. Aquell mateix any, el club decideix canviar de Federació de la Murciana (on jugaven els equips de la província d'Alacant) a la Valenciana. Queda enquadrat en la secció Sud de la Segona Categoria quedant entre els tres primers llocs fins a la Guerra Civil espanyola.

### Després de la guerra i l'època daurada
Després de la guerra, l'equip manca de futbolistes de qualitat i no aconsegueix els mateixos resultats fins que en la temporada 1941/42 es proclama campió de la categoria regional, aconseguint el tercer lloc en la fase d'ascens i aconseguint ascendir a Segona divisió. La següent temporada, debuta en la categoria de plata però acaba últim del seu grup, però queda primer en la fase de descens. La temporada següent queda tercer. Renova la plantilla i en la següent campanya aconsegueix per primera vegada en la seua història ascendir a la categoria d'or del futbol espanyol. Com té una plantilla molt inexperta, descendeix a la categoria de plata. La següent temporada queda una altra vegada campió arrasant amb 16 victòries i 6 empats. Torna a primera divisió fent la seua millor temporada en primera divisió, quedant desè en la classificació quedant per davant del Reial Madrid. No obstant això, dos temporades després, descendeix una altra vegada a segona divisió. Una temporada després, queda campió per tercera vegada de segona divisió. Comença la dècada dels 50 en primera divisió sent la seua última temporada en la categoria màxima fins a l'actualitat.
Les seues presències a la màxima divisió foren sempre angoixants i el club ocupava sempre els darrers llocs de la taula lluitant per eludir el descens. Però els seus jugadors i directius sempre exterioritzaven una gran confiança en la salvació final. D'açò vingué l'expressió popular Tens més moral que l'Alcoià, que ha romàs fins als nostres dies en l'argot popular.
Anys després, en la temporada 1953/54 descendeix a tercera divisió per primera vegada en la seua història. En esta temporada queda campió del grup XI jugant una promoció d'ascens contra huit equips quedant tercer sense poder ascendir a segona divisió. Dos anys després queda campió de grup vencent al RCD Mallorca en un partit de desempat a Barcelona i contra la Unió Esportiva de Sants a la ciutat comtal. La següent temporada, queda en dècim vuitè lloc, descendint a tercera divisió una altra vegada per una plantilla inexperta.No tornaria a la categoria de plata fins a deu anys després, quedant en tercera posició, sense opció a jugar la promoció d'ascens i aconseguint la permanència.Aquest somni solament li va durar dues temporades perquè en la següent temporada va descendir quedant en tretzena posició perdent la promoció de descens i descendint a tercera divisió.

### Estada en Tercera i Regional
La dècada dels setanta està marcada per l'estada en Tercera divisió i Regional. Des de la temporada 1969/70, l'equip acabat de descendir de segona divisió, aconsegueix un tercer lloc estant a set punts del campió i de la promoció d'ascens. Les dues següents temporades alterna diversos llocs de la meitat de la taula però en la temporada 1973/74 queda en setzè lloc perdent la permanència contra el CD Villena i descendint a regional preferent. En regional, l'equip queda en les tres temporades en segona posició. En la tercera temporada aconsegueix ascendir de nou a tercera divisió.

### Tornada a Segona B
Després d'ascendir de Regional, en Tercera el Deportivo es manté en llocs alts i en la meitat de la taula, quedant en la temporada 1981/82 queda campió de grup. En la fase d'ascens, s'enfronta a l'Orihuela Deportiva perdent 4-2 en el total. Però a l'equip li somriu la sort a causa del descens per impagaments del Llevant UE i ascendeix a Segona B com el Zamora CF i el CD Fuengirola, que aprofiten els descensos administratius del Getafe CF i la UD Almeria. En Segona B roman durant catorze anys seguits, quedant en la meitat de la taula i dos vegades quart en la taula.

### Una altra vegada en Tercera
Després d'una bona ratxa, en la temporada 1995/96, el Deportivo queda dissetè en la classificació i torna a Tercera divisió després d'una bona ratxa de catorze anys seguits en Segona B. En la seua primera temporada en Tercera, queda campió del seu grup, però cau a Lorca, en l'última ronda. Diversos anys després, queda tercer sense possibilitats d'ascendir. Es torna a témer un altre descens a Regional, en la temporada 2000/01. Ja al nou segle, comencen a millorar els resultats, mantenint-se en la meitat de la taula o acariciant l'ascens en cinquena posició. Un any després de quedar-se cinquè, gràcies al xilè Roberto Granero s'aconsegueix l'ascens vencent al UD Poblense i a la AD Mar Menor en Múrcia.

### De tornada a Segona B
La seua nova marxa en Segona B comença amb bon peu quedant en setena posició quedant a nou punts del Reial Saragossa B, cinquè en la taula i en promoció d'ascens. L'equip segueix puja de nivell aconseguint un cinquè lloc la següent temporada. Després, un any més tard, a les mans de Juan Ignacio Martínez aconsegueixen la tercera posició i es classifiquen per a la fase d'ascens. En la primera fase, s'enfronten al Burgos CF perdent en els penals a Burgos. En la següent temporada, l'equip queda en un simple novè lloc però a la següent temporada millora quedant campió de grup. En la fase de campions de grup, s'enfronta als FC Cartagena perdent contra l'equip murcià. En la fase d'ascens, segueix igual i perd contra l'Alcorcón amb un 2-2 a favor dels AD Alcorcón.

### De tornada a Segona i actualitat
Després de quedar campió i no aconseguir ascendir, en la temporada 2009/10 es classifica en quarta posició. Torna a tenir la mala sort d'empatar i perdre contra la SD Eibar. Un any després queda tercer en la taula, classificant-se per tercer any consecutiu per a la fase d'ascens. En la primera ronda, venç fàcilment a un Reial Madrid Castella guanyant per un 2-0 en l'Estadi Santiago Bernabéu i empatant a Alcoi a 2 gols. Després, va tornar a emparellar-se contra l'Eibar en el qual va empatar com a local a zero i empatant 1-1 en Eibar. Va passar a la final contra el CD Lugo guanyant en El Collao per un gol de Raúl Fabiani i guanyant a Lugo per un gol de César Remón. El Deportivo tornava a segona 42 anys després, malgrat que a la temporada 2011-2012 va perdre la categoria quedant penúltim. La següent temporada es classifica per al Play-Off, pero cau en la primera ronda contra la SD Eibar per 2-2 en El Collao i 1-1 en Ipurua. Fins a la temporada 2016-2017 no es torna a classificar per al Play-Off, i ho fa com a segon classificat per darrere del Barça B. En el sorteig li toca el FC Cartagena, quedant eliminat en la primera ronda empatant a 0 en Cartagonova i perdent en El Collao por 0-2.

### Evolució històrica

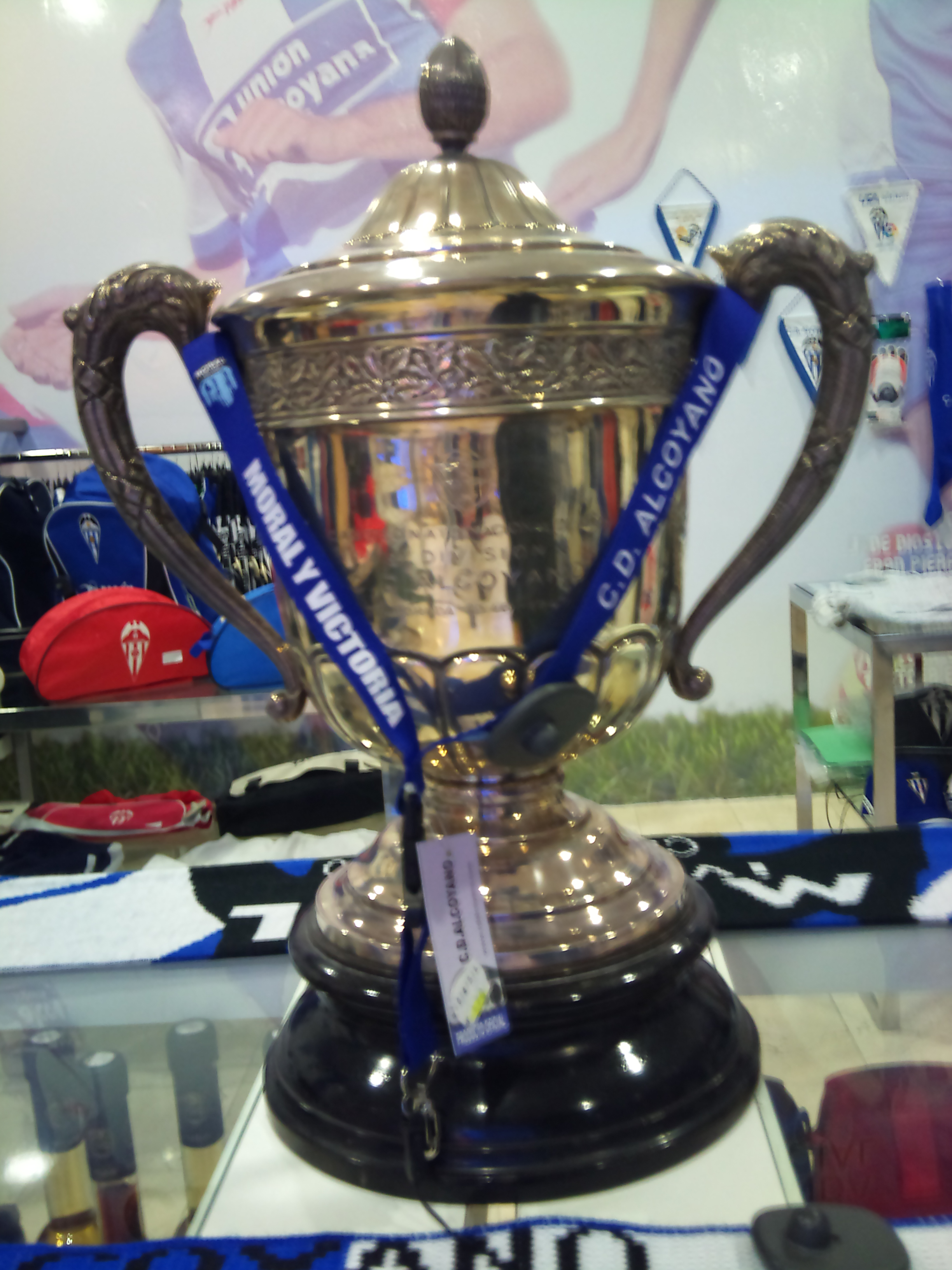
Una de les lligues de Segona Divisió guanyades pel Deportivo.

## Trajectòria històrica
| TEMPORADES                        |                                  |                                        |                                    |                                    |
| 1929/30 - 3r Regional Mur. SeccA  | 1953/54 - 14é Segona Divisió G-2 | 1974/75 - 2n Regional Pref. Val.       | 1995/96 - 17é Segona Divisió B G-3 | 2016/17 - 2n Segona Divisió B G-3  |
| 1930/31 - 4t Regional Mur. SeccA  | 1954/55 - 1r 3a Divisió G-9      | 1975/76 - 2n Regional Pref. Val.       | 1996/97 - 1r 3a Divisió G-6        | 2017/18 - 13é Segona Divisió B G-3 |
| 1931/32 - 1r Regional Mur. G-3    | 1955/56 - 3r 3a Divisió G-9      | 1976/77 - 2n Regional Pref. Val. G-Sud | 1997/98 - 7é 3a Divisió G-6        | 2018/19 - 16é Segona Divisió B G-3 |
| 1932/33 - 2n Regional Val. 2ª Cat | 1956/57 - 1r 3a Divisió G-9      | 1977/78 - 4t 3a Divisió G-5            | 1998/99 - 3r 3a Divisió G-6        | 2019/20 - ?? 3a Divisió G-6        |
| 1933/34 - 2n Regional Val. 2ª Cat | 1957/58 - 18é Segona Divisió G-2 | 1978/79 - 4t 3a Divisió G-5            | 1999/00 - 12é 3a Divisió G-6       |                                    |
| 1934/35 - 3r Regional Val. 2ª Cat | 1958/59 - 5é 3a Divisió G-9      | 1979/80 - 10é 3a Divisió G-6           | 2000/01 - 17é 3a Divisió G-6       |                                    |
| 1935/36 - 3r Regional Val. 3ª Cat | 1959/60 - 6é 3a Divisió G-9      | 1980/81 - 5é 3a Divisió G-6            | 2001/02 - 10é 3a Divisió G-6       |                                    |
| 1939/40 - 1r Regional Val. 1ª Cat | 1960/61 - 3r 3a Divisió G-9      | 1981/82 - 1r 3a Divisió G-6            | 2002/03 - 5é 3a Divisió G-6        |                                    |
| 1940/41 - 4t Regional Val. 4ª Cat | 1961/62 - 2n 3a Divisió G-9      | 1982/83 - 7é Segona Divisió B G-2      | 2003/04 - 2n 3a Divisió G-6        |                                    |
| 1941/42 - 1r Regional Val. 1ª Cat | 1962/63 - 2n 3a Divisió G-9      | 1983/84 - 8é Segona Divisió B G-2      | 2004/05 - 7é Segona Divisió B G-3  |                                    |
| 1942/43 - 8é Segona Divisió G-3   | 1963/64 - 9é 3a Divisió G-9      | 1984/85 - 8é Segona Divisió B G-2      | 2005/06 - 5é Segona Divisió B G-3  |                                    |
| 1943/44 - 4t Segona Divisió A     | 1964/65 - 3r 3a Divisió G-9      | 1985/86 - 5é Segona Divisió B G-2      | 2006/07 - 3r Segona Divisió B G-3  |                                    |
| 1944/45 - 1r Segona Divisió A     | 1965/66 - 6é 3a Divisió G-9      | 1986/87 - 12é Segona Divisió B G-1     | 2007/08 - 9é Segona Divisió B G-3  |                                    |
| 1945/46 - 13é primera divisió     | 1966/67 - 1r 3a Divisió G-9      | 1987/88 - 10é Segona Divisió B G-4     | 2008/09 - 1r Segona Divisió B G-3  |                                    |
| 1946/47 - 1r Segona Divisió A     | 1967/68 - 3r Segona Divisió G-2  | 1988/89 - 9é Segona Divisió B G-4      | 2009/10 - 4t Segona Divisió B G-3  |                                    |
| 1947/48 - 10é primera divisió     | 1968/69 - 13é Segona Divisió A   | 1989/90 - 4t Segona Divisió B G-4      | 2010/11 - 3r Segona Divisió B G-3  |                                    |
| 1948/49 - 13é primera divisió     | 1969/70 - 3r 3a Divisió G-6      | 1990/91 - 4t Segona Divisió B G-4      | 2011/12 - 21é Segona Divisió A     |                                    |
| 1949/50 - 1r Segona Divisió G-2   | 1970/71 - 6é 3a Divisió G-3      | 1991/92 - 9é Segona Divisió B G-3      | 2012/13 - 4t Segona Divisió B G-3  |                                    |
| 1950/51 - 15é primera divisió     | 1971/72 - 4t 3a Divisió G-3      | 1992/93 - 14é Segona Divisió B G-3     | 2013/14 - 7é Segona Divisió B G-3  |                                    |
| 1951/52 - 3r Segona Divisió G-2   | 1972/73 - 7é 3a Divisió G-3      | 1993/94 - 9é Segona Divisió B G-3      | 2014/15 - 6é Segona Divisió B G-3  |                                    |
| 1952/53 - 7é Segona Divisió G-2   | 1973/74 - 16é 3a Divisió G-3     | 1994/95 - 8é Segona Divisió B G-3      | 2015/16 - 6é Segona Divisió B G-3  |                                    |

### Temporades
De 1929/30 a 2017/18
| Categoria        | Temp |
| ---------------- | ---- |
| primera divisió  | 4    |
| Segona Divisió   | 12   |
| Segona Divisió B | 27   |
| Tercera Divisió  | 30   |
| Regional         | 13   |

### Palmarès
De 1929/30 a 2017/18
| Categoria          | Cant | Temporades                                                |
| ------------------ | ---- | --------------------------------------------------------- |
| * Segona Divisió   | 3    | (1944/45) - (1946/47) - (1949/50)                         |
| * Segona Divisió B | 1    | (2008/09)                                                 |
| * Tercera Divisió  | 5    | (1954/55) - (1956/57) - (1966/67) - (1981/82) - (1996/97) |
| * Regional         | 3    | (1931/32) - (1939/40) - (1941/42)                         |

## Estadístiques[8]

### Golejadors
- Major Golejador Total: "Miguel" (8 Temporades) 118 Gols / Lliga (103) / Liguilla (1) / Copa (8)
- Pichichi: "Boli" (Temporada 96/97) 40 Gols / Lliga (33) / Liguilla (7)

### Total Partits
| PARTITS          | Lliga | Promoció | Copa | Federació | TOTAL |
| ---------------- | ----- | -------- | ---- | --------- | ----- |
| primera divisió  | 108   | 0        | 11   | 18        | 137   |
| Segona Divisió   | 370   | 20       | 22   | 21        | 433   |
| Segona Divisió B | 918   | 22       | 70   | 12        | 1022  |
| Tercera Divisió  | 1074  | 37       | 33   | 30        | 1174  |
| Regional         | 217   | 15       | 0    | 0         | 232   |
| TOTAL            | 2687  | 94       | 136  | 81        | 2998  |

| GOLS             | Lliga | Promoció | Copa | Federació | TOTAL |
| ---------------- | ----- | -------- | ---- | --------- | ----- |
| primera divisió  | 145   | 0        | 19   | 31        | 195   |
| Segona Divisió   | 633   | 43       | 32   | 36        | 744   |
| Segona Divisió B | 1163  | 23       | 98   | 18        | 1302  |
| Tercera Divisió  | 1707  | 67       | 56   | 43        | 1873  |
| Regional         | 463   | 23       | 0    | 0         | 486   |
| TOTAL            | 4111  | 156      | 205  | 128       | 4600  |

### Golejades
| Categoria        | Dada                               | Partit                               | Temporada   |
| ---------------- | ---------------------------------- | ------------------------------------ | ----------- |
| primera divisió  | Màxima Golejada Marcada - Local    | Alcoià 6-1 Sporting de Gijón         | (1947/1948) |
| primera divisió  | Màxima Golejada Marcada - Visitant | Real Murcia 2-3 Alcoià               | (1945/1946) |
| primera divisió  | Màxima Golejada Rebuda - Local     | Alcoià 0-4 Athletic Club             | (1947/1948) |
| primera divisió  | Màxima Golejada Recbida- Visitant  | Athletic Club 8-1 Alcoià             | (1950/1951) |
| Segona Divisió   | Màxima Golejada Marcada - Local    | Alcoià 7-0 AD Ceuta                  | (1944/1945) |
| Segona Divisió   | Màxima Golejada Marcada - Visitant | Reial Saragossa 1-4 Alcoià           | (1944/1945) |
| Segona Divisió   | Màxima Golejada Rebuda- Local      | Alcoià 0-5 Hèrcules CF               | (2011/2012) |
| Segona Divisió   | Màxima Golejada Rebuda- Visitant   | CD Badajoz 6-0 Alcoià                | (1957/1958) |
| Segona Divisió B | Màxima Golejada Marcada - Local    | Alcoià 7-1 Manacor                   | (1990/1991) |
| Segona Divisió B | Màxima Golejada Marcada - Visitant | Espanyol B 0-4 Alcoià                | (2013/2014) |
| Segona Divisió B | Màxima Golejada Rebuda- Local      | Alcoià 0-4 Real Jaén                 | (1983/1984) |
| Segona Divisió B | Màxima Golejada Rebuda- Visitant   | Alacant CF 6-0 Alcoià                | (2004/2005) |
| Tercera Divisió  | Màxima Golejada Marcada - Local    | Alcoià 9-1 Villena Cf                | (1954/1955) |
| Tercera Divisió  | Màxima Golejada Marcada - Visitant | Vila-real CF 1-6 Alcoià              | (1960/1961) |
| Tercera Divisió  | Màxima Golejada Rebuda - Local     | Alcoià 1-4 UD Español de Sant Vicent | (1977/1978) |
| Tercera Divisió  | Màxima Golejada Rebuda - Visitant  | Torrellano CF 7-1 Alcoià             | (2000/2001) |